# Galargues
Galargues é uma comuna francesa na região administrativa de Occitânia, no departamento de Hérault. Estende-se por uma área de 11,43 km². Em 2010 a comuna tinha 760 habitantes (densidade: 66,5 hab./km²).